# Mikorzyn (powiat kępiński)
Mikorzyn (1940–1945 Gabelsbach) – wieś w Polsce położona w województwie wielkopolskim, w powiecie kępińskim, w gminie Kępno. Leży przy drodze Kępno – Doruchów, ok. 10 km na północ od Kępna i ok. 86 km od Wrocławia, 55 km od Kalisza i ok. 80 km od Opola.
Ludność 1013 (dane z sierpnia 2008).
W latach 1954–1961 wieś należała i była siedzibą władz gromady Mikorzyn, po jej zniesieniu w gromadzie Krążkowy. W latach 1975–1998 miejscowość należała administracyjnie do województwa kaliskiego.

## Części wsi
| SIMC    | Nazwa       | Rodzaj    |
| ------- | ----------- | --------- |
| 0199786 | Piła        | część wsi |
| 0199792 | Rudniczysko | część wsi |

## Historia

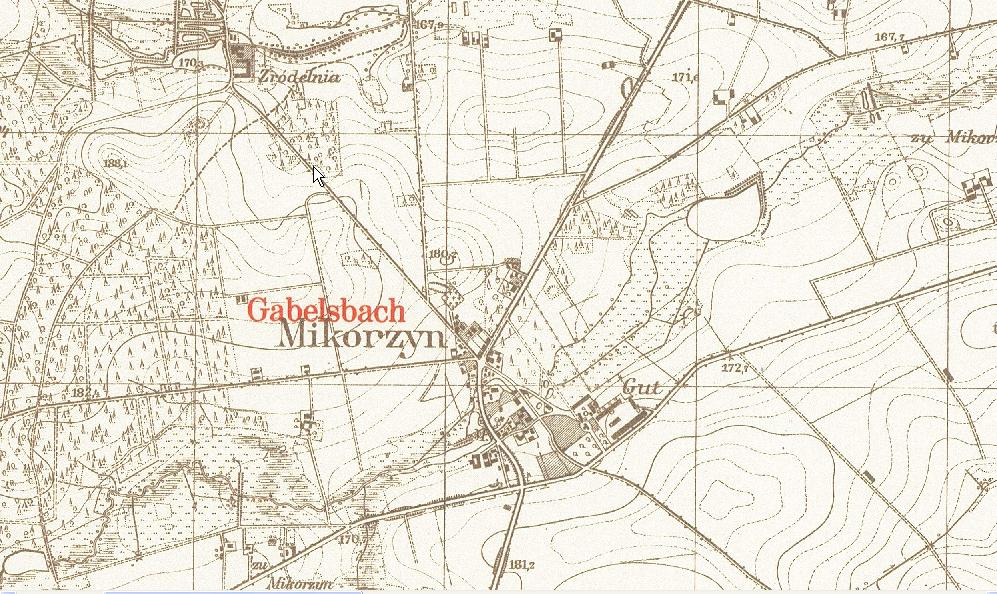
Mapa Mikorzyna

Wiele podań tłumaczy nazwę Mikorzyn. Według jednego z nich przez tereny obecnej wsi jechał kupiec przewożący sól jednak uszkodził swój wóz o wystający z ziemi korzeń. Dopomógł mu św. Idzi, kupiec odwdzięczył się fundując w tym miejscu kaplicę. Zarówno na terenie wsi jak i w okolicy znajduje się wiele stanowisk archeologicznych, na których ślady działań człowieka datuje się na 40-60 tys. lat p.n.e. Okolice obecnego Mikorzyna były więc zamieszkane od tysięcy lat. Wiele stanowisk z epoki kultury łużyckiej w tym cmentarzysk znajduje się na terenie samej wioski jak i w jej bezpośrednim sąsiedztwie. Stanowiska te datowane są na ok. 3500 lat p.n.e. Sama wioska, ma więc bardzo bogate tradycje historyczne jako teren osadnictwa, które miało miejsce na setki lat przed chrztem Polski i ustanowieniem państwowości.
Na temat historii Mikorzyna wiemy, że zamieszkane były od tysięcy lat. Zarówno na terenie wsi jak i w okolicy znajduje się wiele stanowisk archeologicznych, na których ślady działań człowieka datuje się na 40-60 tysięcy lat p.n.e. W latach 2006–2008 na terenie Mikorzyna prowadzone były wykopaliska archeologiczne, podczas których odkryto stanowiska produkcji naczyń zasobowych z okresu kultury przeworskiej (II-IV w n.e.), wydobyto kilkaset fragmentów naczyń glinianych, które przechowywane są w kępińskim muzeum.
Sama wioska ma bardzo bogate tradycje historyczne jako teren osadnictwa, które miało miejsce na setki lat przed chrztem Polski i ustanowieniem państwowości. Nazwa Mikorzyn pochodzi od rycerza Mikory z rodu Gryfitów. Już w latach 1146-1153 w źródłach występuje on jako darczyńca klasztoru św. Wincentego we Wrocławiu, któremu nadaje dziedziczna wieś Mikorzyn. Rozległa parafia z kościołem p.w. św. Idziego, potwierdzonym już ok. 1266 roku wskazuje, że osada należy do najstarszych na terenie gminy Kępno. Kolejnymi właścicielami wsi po Mikorze byli Ruland, w 1435 roku Jan z Doruchowa, od 1445 roku Mikorscy, od 1457 roku Piotr Latowski, od 1645 roku Wężykowie z Osin, w okresie międzywojennym Jan Iwański, w 1935 roku Czesława Morek. W księgach grodzkich zapisano, iż w 1445 roku działa jeden młyn, a w 1482 roku dwa młyny, co świadczyło o zamożności mieszkańców.
W 1360 roku wieś nadana została przez biskupa wrocławskiego Przecława w dożywocie Kanonikowi poznańskiemu Stefanowi Gromassy.
Ciekawym wydarzeniem archeologicznym było odkrycie w 1856 roku tzw. „Kamieni Mikorzyńskich”.
W lipcu 1919 roku wioska została zaatakowana przez oddziały „grenzschutzu” z rejonu kępińskiego. W okresie II wojny światowej Mikorzyn został zajęty przez Niemców.
Mikorzyn położony jest na terenie obszaru Krajobrazu Chronionego „Wzgórza Ostrzeszowskie i Kotlina Odolanowska”. Na terenie wsi znajduje się pałac otoczony parkiem (zespół pałacowo-parkowy). W parku rośnie grupa pięciu dębów szypułkowych objęta ochroną prawną jako pomnik przyrody. W centrum wsi można podziwiać aleję dębową, zaliczaną do niewielu występujących na terenie gminy Kępno pomników przyrody. Ze względu na korzystne właściwości klimatyczne oraz walory krajobrazowe Mikorzyn uzyskał status miejscowości letniskowej.
W centrum Mikorzyna znajduje się Kościół pw. św. Idziego. Świątynia wybudowana w latach 1928-1933 według projektu architekta Stanisława Mieczkowskiego, wykończona w latach 1947-1951 ma charakter neobarokowy. W 1999 roku kościół w Mikorzynie został ustanowiony Sanktuarium św. Idziego. Ważnym wydarzeniem od stuleci, jest odpust ku czci św. Idziego. Uroczystości odpustowe rozpoczynają się od ostatniej soboty sierpnia i trwają do pierwszej niedzieli po 1 września. Do Mikorzyna przybywają wtedy tysiące pielgrzymów z całego kraju. Mikorzyn nazywany jest Polską stolicą św. Idziego. (więcej informacji o kościele znajduje się w zakładce Atrakcje i zabytki).
W 2005 roku dzięki zaangażowaniu nauczycieli z miejscowego Zespołu Szkół, założone zostało wiejskie Muzeum, w którym zgromadzono eksponaty związane z życiem codziennym mieszkańców Mikorzyna i okolicznych wsi. Znajdują się w nim przedmioty codziennego użytku, meble, ubrania, dawne sprzęty rzemieślnicze i rolnicze, stare fotografie. Wydano również przewodnik po tymże muzeum wraz z opisem dawnych zwyczajów ludowych. Muzeum mieści się w pomieszczeniach po dawnej stodole na terenie probostwa.
We wsi działa Przedszkole, Zespół Szkół, jednostka Ochotniczej Straży Pożarnej, Koło Gospodyń Wiejskich, Ludowy Zespół Sportowy. W Mikorzynie działa Ośrodek Rekreacyjno-Sportowy, który zajmuje 16 ha powierzchni. Obejmuje tereny zieleni parkowej, plaże trawiaste, tereny pod namioty, tereny spacerowe, boisko do piłki nożnej oraz trzy niewielkie akweny, w tym jeden dostosowany do kąpieli dla dzieci, drugi przystosowany jest do uprawiania sportów wodnych, trzeci do uprawiania wędkarstwa. Na Ośrodku znajdują się domki campingowe i pawilon hotelowy z zapleczem gastronomicznym. Ponadto na terenie Mikorzyna działają stowarzyszenia: Stowarzyszenie Społeczne im. Mikory, Stowarzyszenie Bractwo św. Idziego, Stowarzyszenie Absolwentów i Przyjaciół Szkoły „Otwarte drzwi” i Uczniowski Klub Sportowy.

## Zabytki
- aleja zabytkowych dębów w kierunku wsi Mechnice
- pałac oraz park przypałacowy. Złożony system odprowadzania wody ze stawów oraz całego dość podmokłego terenu wioski, znajduje odbicie w odrestaurowanym systemie wodnym przypałacowego parku.
- Sanktuarium św. Idziego w neobarokowym, dwu wieżowym kościele z XX wieku[7]
- rzeźba św. Idziego, późnogotycka z ok. 1500 roku
- kamienie mikorzyńskie – „odkryte” rzekomo w 1856 roku dwa nieckowate kamienie żarnowe z rzekomymi rysunkami bóstw słowiańskich i znakami runicznymi
- urny z pochówków kultury łużyckiej (muzeum Kępno)
- na terenie gospodarstwa we wsi stoi ponad tysiącletni dąb[8].

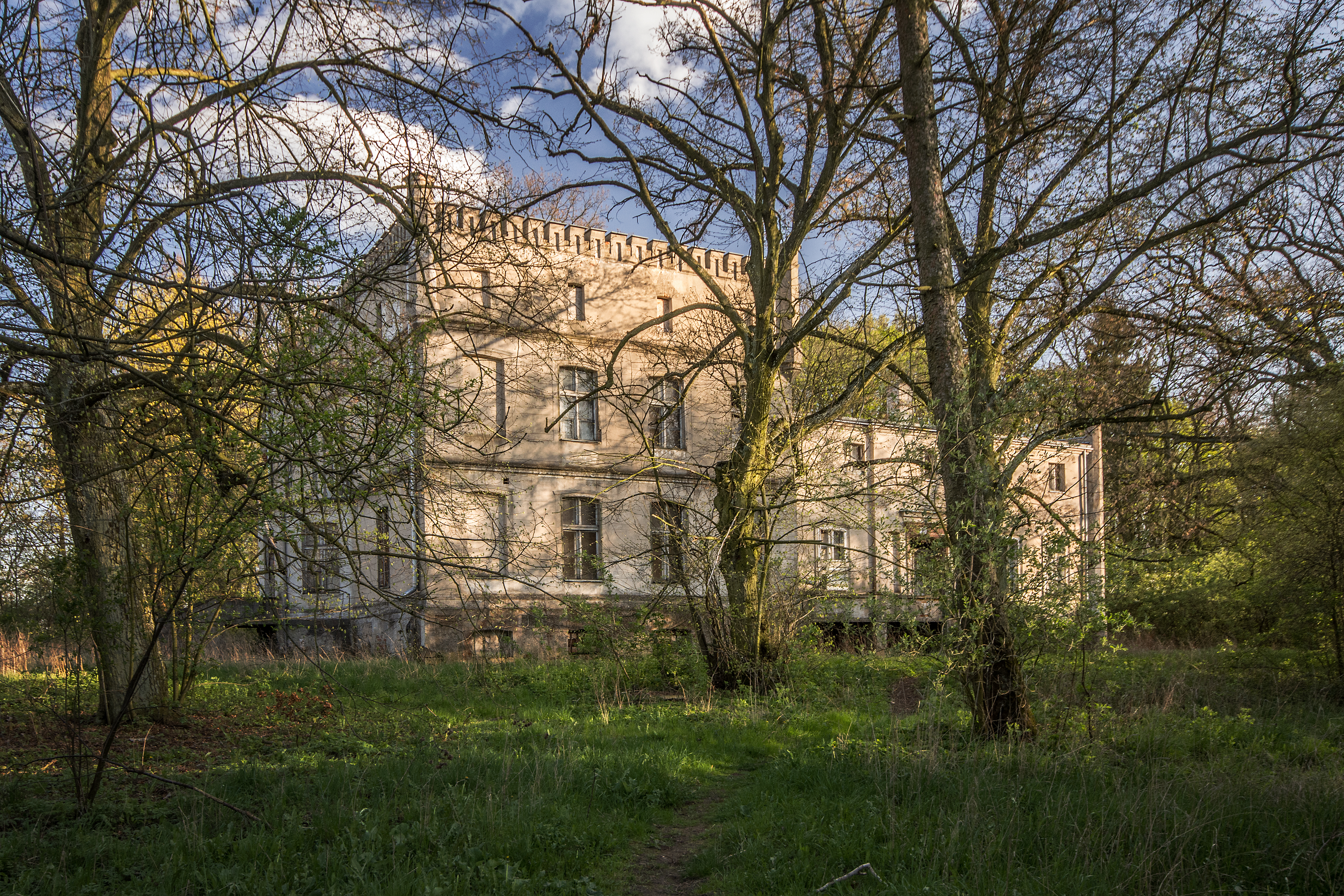
Pałac
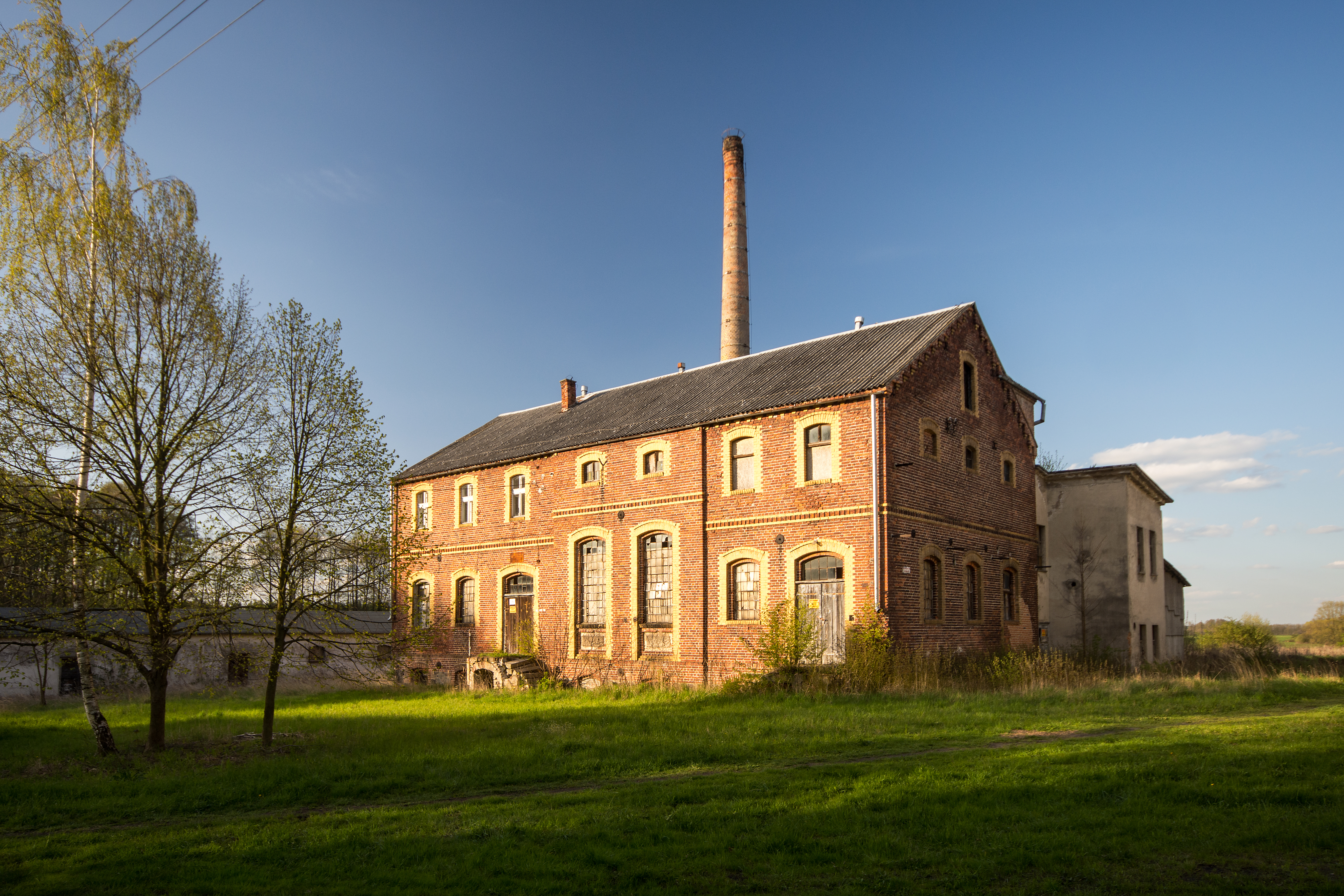
Gorzelnia pałacowa
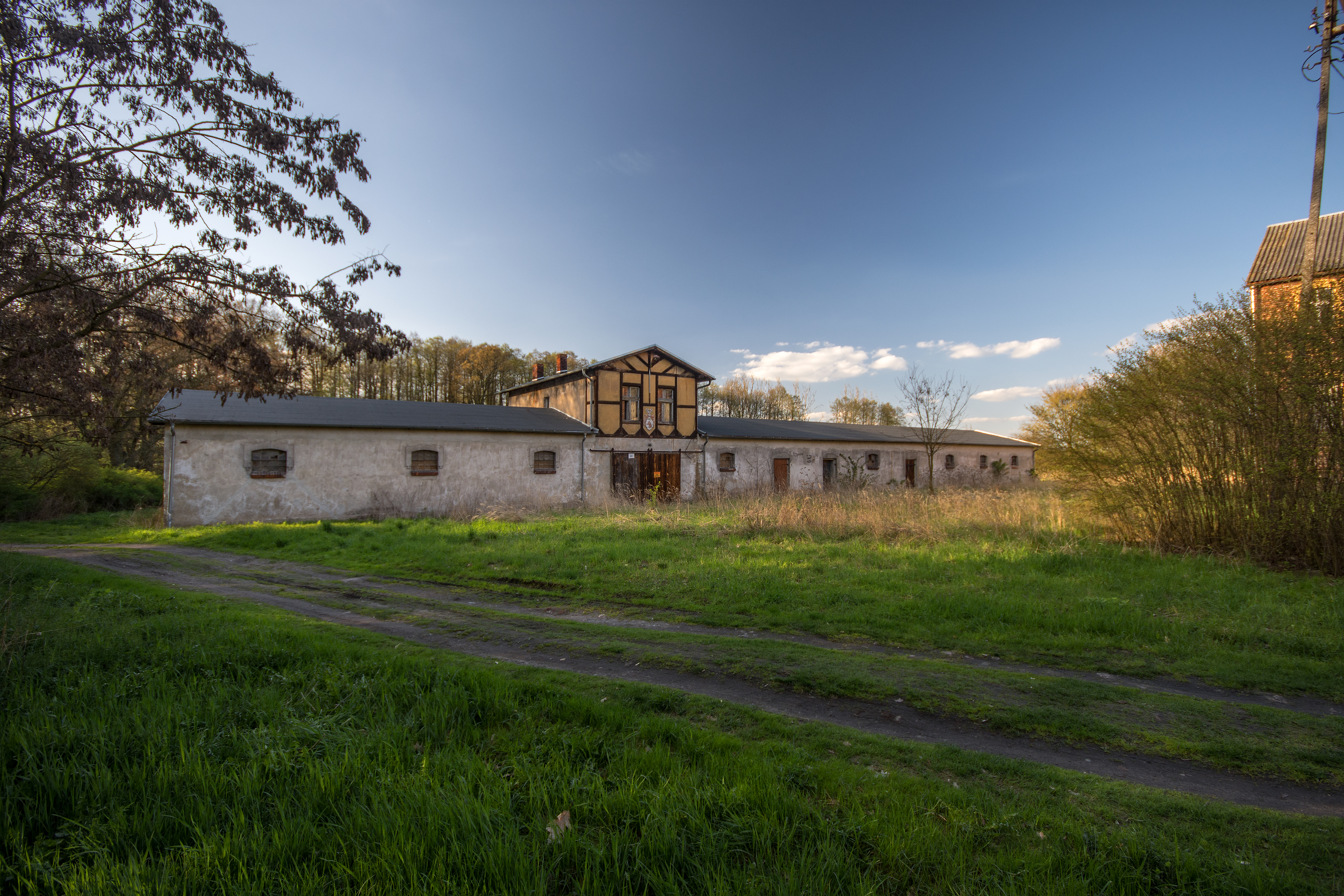
Stajnia pałacowa
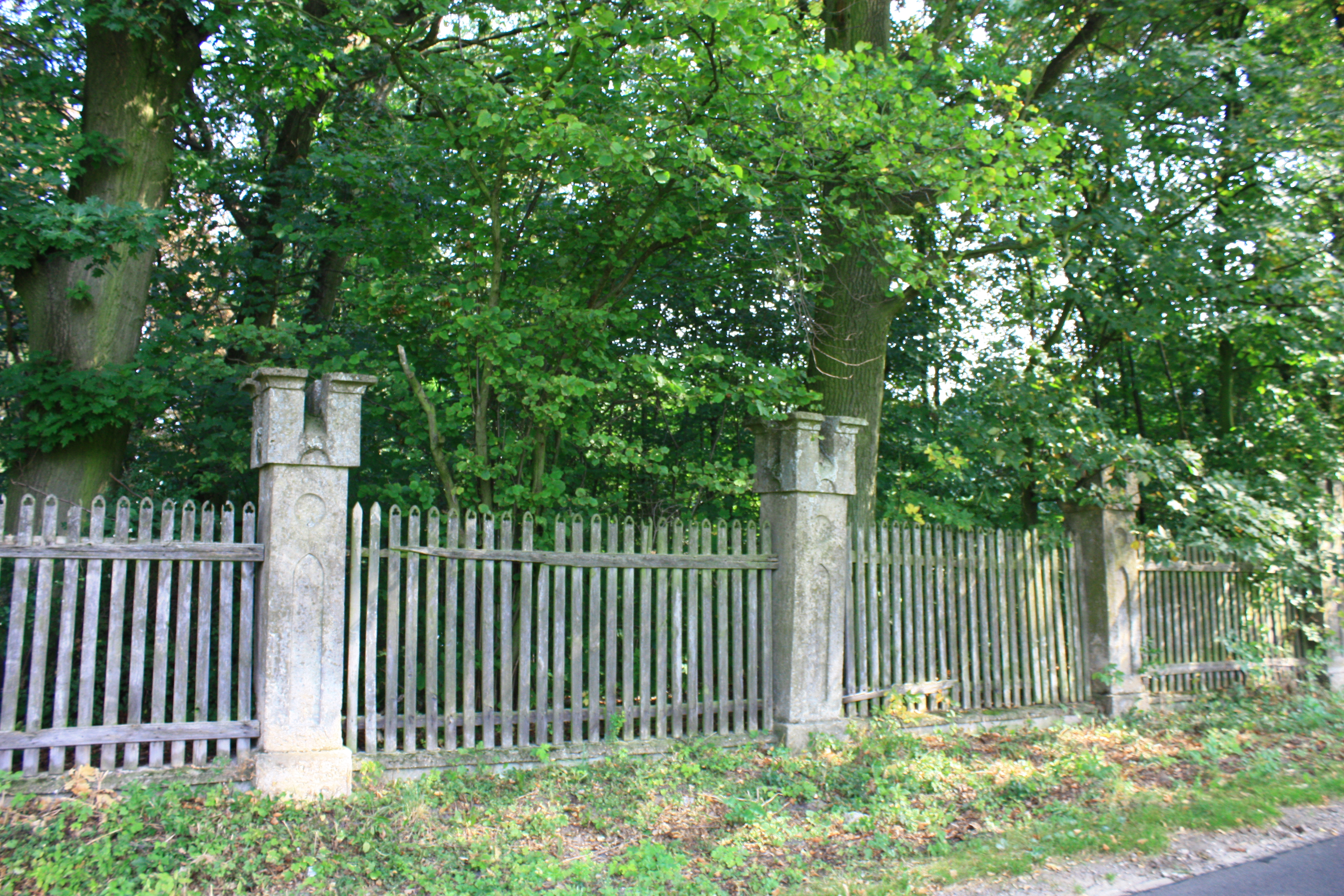
Zabytkowe ogrodzenie parku pałacowego

## Infrastruktura turystyczna
- Ośrodek rekreacyjno-wypoczynkowy. Przez Mikorzyn przepływa rzeka Rudnica, obecnie zasilająca trzy niewielkie zbiorniki wodne na terenie ośrodka rekreacyjno-wypoczynkowego. Wśród pól otaczających wioskę znajdują się pozostałości niegdyś uczęszczanej drogi oraz młyna, który stał poza obrębem dzisiejszego Mikorzyna. Ilustruje to bogatą historię wykorzystywania zasobów wodnych oraz skomplikowany system spiętrzania wody.